# C/1882 R1
C/1882 R1 lub Wielka Kometa Wrześniowa z roku 1882 – kometa długookresowa, która widoczna była gołym okiem we wrześniu 1882. Kometa ta należy do grupy Kreutza.

## Odkrycie i obserwacje komety
Pierwsze doniesienia o widzeniu komety datowane są na 1 września 1882, kiedy to dostrzeżono ją na porannym niebie na Przylądku Dobrej Nadziei oraz w Zatoce Gwinejskiej. W następnych dniach wielu ludzi z południowej półkuli obserwowało tę kometę. Jednakże oficjalną datą jej odkrycia jest 7 września 1882 roku, gdyż wtedy dostrzeżona została po raz pierwszy przez astronoma Williama Henry’ego Finlaya z Królewskiego Obserwatorium Astronomicznego w Kapsztadzie. Opisał on tę kometę jako ciało o jasności względnej 3m. W kolejnych dniach kometa znacząco zwiększała swoją jasność.
Przypuszcza się, że obiekt ten powstał po rozpadzie Wielkiej Komety z roku 1106 (X/1106 C1).

### Przejście przez peryhelium
Obliczenia astronomów wskazywały, iż kometa C/1882 R1 należy do grupy komet muskających Słońce, a więc przechodzących w swym biegu orbitalnym tuż nad powierzchnią Słońca.
17 września kometa osiągnęła swe peryhelium i równocześnie największą jasność (-17m). Była tak jasna, że można ją było bez trudu dostrzec w dzień obok Słońca. Niedługo potem Wielka Kometa Wrześniowa znalazła się z punktu widzenia obserwatorów ziemskich przed tarczą słoneczną (tranzyt) i nie można jej było obserwować.

### Zjawiska po przejściu przez peryhelium
Po przejściu przez punkt przysłoneczny kometa traciła stopniowo na jasności, pozostawała jednak jednym z najjaśniejszych obiektów nieba. Pod koniec września astronomowie dostrzegli, że jej jądro zaczyna się wydłużać. Na początku października stało się jasne, że doszło do jego rozpadu na kilka części, które oddalały się z wolna od siebie.
W połowie października wytworzył się tzw. antywarkocz, a więc warkocz kometarny skierowany ku Słońcu. Jest to jednak zjawisko pozorne, wynikające ze specyficznego ustawienia obserwatora w stosunku do komety.
Aktywność komety stopniowo spadała; ostatnia obserwacja za pomocą instrumentów optycznych miała miejsce 1 czerwca 1883 roku.

## Orbita komety
Dziś trudno jest mówić jednoznacznie o orbicie C/1882 R1, gdyż są to już zasadniczo cztery (jeśli nie więcej) samodzielne komety powstałe w wyniku rozpadu jądra Wielkiej Komety Wrześniowej. W tabeli podane są dane o orbicie składnika C/1882 R1-A. Pozostałe części komety, a więc C/1882 R1-B, C/1882 R1-C oraz C/1882 R1-D, cechują się już całkiem innymi parametrami orbit, a co za tym idzie różnymi okresami obiegu wokół Słońca.
Składnik A Wielkiej Komety Wrześniowej porusza się po orbicie w kształcie bardzo wydłużonej elipsy o mimośrodzie 0,999. Peryhelium znajduje się w odległości 0,0077 j.a. od Słońca, aphelium zaś 153,45 j.a. od niego. Okres obiegu tego składnika wokół Słońca wynosi 669 lat, nachylenie do ekliptyki to ok. 142˚.